# (35582) 1998 HD45
1998 HD45 (asteroide 35582) é um asteroide da cintura principal. Possui uma excentricidade de 0.13238900 e uma inclinação de 4.20776º.
Este asteroide foi descoberto no dia 20 de abril de 1998 por LINEAR em Socorro.